# Jacques Villeneuve

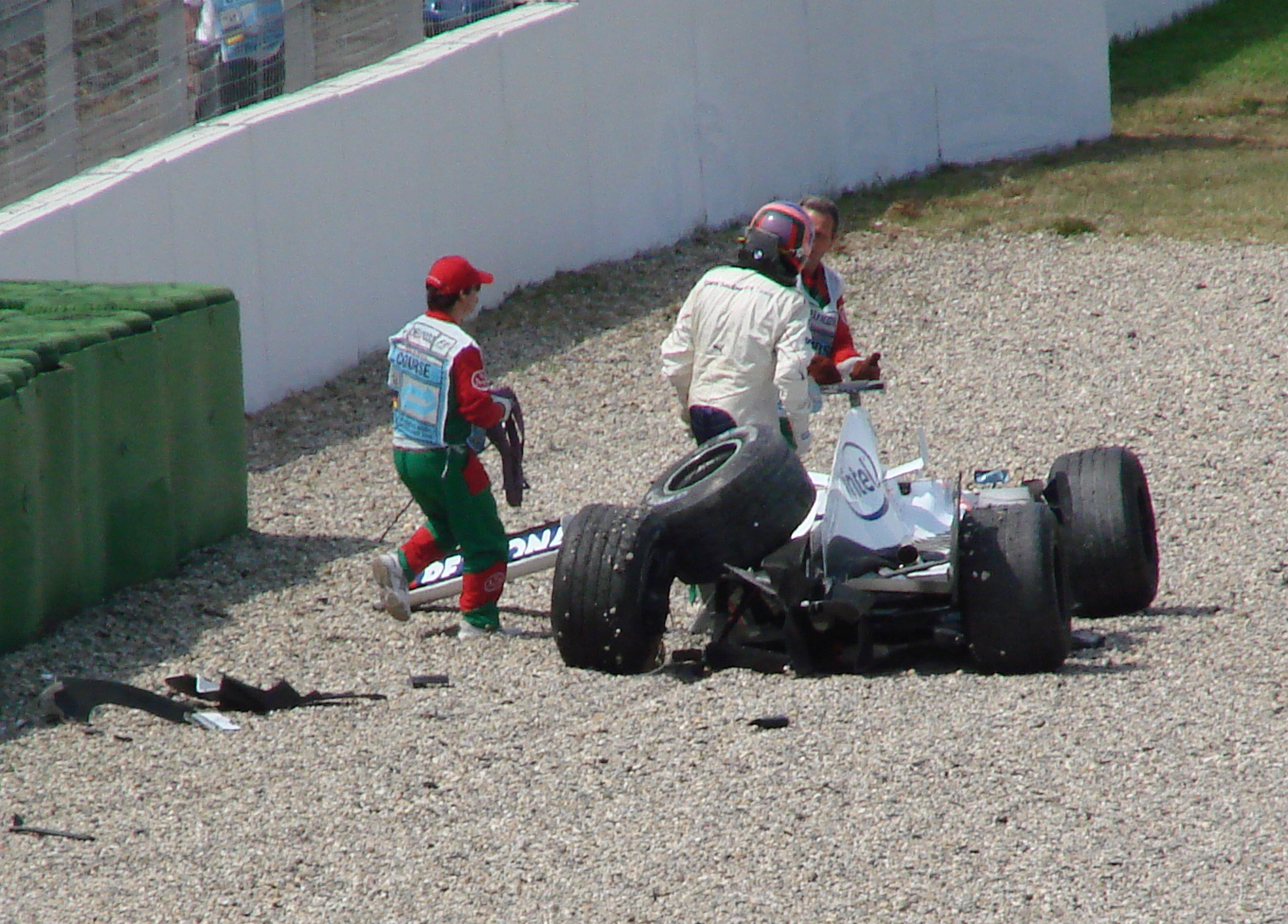
De laatste beelden van Jacques Villeneuve als Formule 1-coureur, Duitsland 2006

Jacques Joseph Charles Villeneuve (Saint-Jean-sur-Richelieu (Quebec, Canada), 9 april 1971) is een Canadees autocoureur, die in 1997 wereldkampioen Formule 1 werd. Jacques is de zoon van Gilles Villeneuve, een autocoureur die in 1982 tijdens de kwalificatie op het circuit van Zolder (België) verongelukte.

## Biografie
Villeneuve groeide op in Monaco, waar hij onder mentorschap van Craig Pollock furore maakte in diverse Formule 3-kampioenschappen. In 1994 maakte hij de overstap naar de IndyCar-klasse. In zijn debuutseizoen wist hij meteen de aandacht op zich te vestigen door een overwinning te behalen en de tweede plaats in de Indianapolis 500. Deze tweede plek leverde hem de titel van Indianapolis 500 Rookie of the Year op. Het daaropvolgende jaar, in 1995, domineerde Villeneuve de IndyCar Series door het kampioenschap te winnen en tevens de Indy 500 op zijn naam te schrijven. Zijn seizoen werd bekroond met de Lou Marsh Trophy (Nu de Northern Star Award), die wordt uitgereikt aan de beste Canadese atleet van het jaar.
Na in 1995 kampioen IndyCar te zijn geworden, tekende Villeneuve voor 1996 bij het Formule 1-team van Williams. In zijn eerste race pakte hij al poleposition, door een technisch probleem eindigde Villeneuve als tweede. In zijn vierde race behaalde hij zijn eerste Grand Prix-overwinning. Hij moest de wereldtitel 1996 aan zijn teamgenoot Damon Hill laten, en eindigde dankzij vier overwinningen en zeven bijkomende podiumplaatsen zelf als tweede met 78 punten. In 1997 behaalde Villeneuve zeven overwinningen en veroverde hij het wereldkampioenschap. Zijn triomf kwam tot stand met een derde plaats tijdens de laatste race van het seizoen op het Circuito Permanente de Jerez. Opmerkelijk genoeg werd hij tijdens een inhaalpoging door Michael Schumacher aangereden, die eveneens streed om zowel de leiding in de race als het kampioenschap.
In 1998 kwam er een nieuwe motorleverancier voor het team van Frank Williams. Uiteindelijk bleek de Mecachrome-motor niet krachtig genoeg te zijn. Het werd een teleurstellend jaar voor Villeneuve zonder een Grand Prix te winnen. Na dit seizoen tekende Villeneuve bij het nieuwe team van British American Racing. Villeneuve kon ook daar weinig voor elkaar krijgen en in 2003 maakte het team bekend dat ze Villeneuve in 2004 niet nodig hadden. Daarop besloot de coureur zijn seizoen af te breken.
Villeneuve maakte een comeback door aan het einde van 2004 drie races voor Renault F1 te rijden. In die races behaalde hij echter geen enkel WK-punt. Eind 2004 tekende hij een tweejarig contract met Sauber, voor 2005 en 2006.
In 2005 eindigde Villeneuve op een teleurstellende 14e positie in het wereldkampioenschap tijdens zijn eerste seizoen voor Sauber. Toen hij in 2006 volgens het team, dat ondertussen overgenomen was door BMW, last had van een crash in de Grand Prix van Duitsland, wat Villeneuve zelf overigens tegensprak, besloot Villeneuve om uit het team te stappen, omdat BMW de coureur Robert Kubica voor drie races wilde testen. Begin 2007 maakte hij bekend dat hij met het team van Peugeot de 24 uur van Le Mans ging rijden.
Na zijn Formule 1-carrière zocht Villeneuve het in een andere richting: de muziek. In zijn Zwitserse voormalige woonplaats Villars debuteerde hij als zanger met eigen muziek. Begin 2007 kwam zijn debuutalbum Private Paradise uit.
In februari 2007 maakte Villeneuve bekend voorgoed terug te keren naar zijn geboorteland Canada.
Villeneuve reed op 8 oktober 2007 zijn eerste NASCAR-race op het circuit van Talladega in een door UNICEF gesponsorde Toyota. Hij begon als laatste terwijl hij beter kwalificeerde om niet in de weg te liggen van de ervaren rijders. Desondanks eindigde hij toch als 21ste van de 43 rijders.
In 2015 keerde Villeneuve terug in een volledig kampioenschap, toen hij in de Formule E uitkwam voor het team Venturi Grand Prix.

## Race resultaten
Beknopt overzicht van IndyCar en Formule 1 resultaten. Hiernaast is Villeneuve nog in talrijke andere raceklasses actief geweest.

### CART
| Seizoen | Team                  | Races | Over- winningen | Pole Positions | Podiums | Punten | Rang |
| ------- | --------------------- | ----- | --------------- | -------------- | ------- | ------ | ---- |
| 1994    | Forsythe/Green Racing | 16    | 1               | 0              | 3       | 94     | 6    |
| 1995    | Team Green            | 17    | 4               | 6              | 7       | 172    | 1    |

### Formule 1
| Seizoen | Team            | Chassis     | Races | Over- winningen | Pole Positions | Podiums | Punten | Rang |
| ------- | --------------- | ----------- | ----- | --------------- | -------------- | ------- | ------ | ---- |
| 1996    | Williams F1     | FW18        | 16    | 4               | 3              | 11      | 78     | 2    |
| 1997    | Williams F1     | FW19        | 17    | 7               | 10             | 8       | 81     | 1    |
| 1998    | Williams F1     | FW20        | 16    | 0               | 0              | 2       | 21     | 5    |
| 1999    | BAR             | BAR 01      | 16    | 0               | 0              | 0       | 0      | 21   |
| 2000    | BAR             | BAR 002     | 17    | 0               | 0              | 0       | 17     | 7    |
| 2001    | BAR             | BAR 003     | 17    | 0               | 0              | 2       | 12     | 7    |
| 2002    | BAR             | BAR 004     | 17    | 0               | 0              | 0       | 4      | 12   |
| 2003    | BAR             | BAR 005     | 15    | 0               | 0              | 0       | 6      | 16   |
| 2004    | Renault F1 Team | Renault R24 | 3     | 0               | 0              | 0       | 0      | 21   |
| 2005    | Sauber          | C24         | 19    | 0               | 0              | 0       | 9      | 14   |
| 2006    | BMW Sauber      | F1.06       | 12    | 0               | 0              | 0       | 7      | 15   |

Formule 1 overwinningen
| Nr. | Grand Prix                      | Jaar | Team        |
| --- | ------------------------------- | ---- | ----------- |
| 1   | Grand Prix van Europa           | 1996 | Williams F1 |
| 2   | Grand Prix van Groot-Brittannië | 1996 | Williams F1 |
| 3   | Grand Prix van Hongarije        | 1996 | Williams F1 |
| 4   | Grand Prix van Portugal         | 1996 | Williams F1 |
| 5   | Grand Prix van Brazilië         | 1997 | Williams F1 |
| 6   | Grand Prix van Argentinië       | 1997 | Williams F1 |
| 7   | Grand Prix van Spanje           | 1997 | Williams F1 |
| 8   | Grand Prix van Groot-Brittannië | 1997 | Williams F1 |
| 9   | Grand Prix van Hongarije        | 1997 | Williams F1 |
| 10  | Grand Prix van Oostenrijk       | 1997 | Williams F1 |
| 11  | Grand Prix van Luxemburg        | 1997 | Williams F1 |

- 1950 G. Farina
- 1951 J. M. Fangio
- 1952 A. Ascari
- 1953 A. Ascari
- 1954 J. M. Fangio
- 1955 J. M. Fangio
- 1956 J. M. Fangio
- 1957 J. M. Fangio
- 1958 M. Hawthorn
- 1959 J. Brabham
- 1960 J. Brabham
- 1961 P. Hill
- 1962 G. Hill
- 1963 J. Clark
- 1964 J. Surtees
- 1965 J. Clark
- 1966 J. Brabham
- 1967 D. Hulme
- 1968 G. Hill
- 1969 J. Stewart
- 1970 J. Rindt
- 1971 J. Stewart
- 1972 E. Fittipaldi
- 1973 J. Stewart
- 1974 E. Fittipaldi
- 1975 N. Lauda
- 1976 J. Hunt
- 1977 N. Lauda
- 1978 M. Andretti
- 1979 J. Scheckter
- 1980 A. Jones
- 1981 N. Piquet
- 1982 K. Rosberg
- 1983 N. Piquet
- 1984 N. Lauda
- 1985 A. Prost
- 1986 A. Prost
- 1987 N. Piquet
- 1988 A. Senna
- 1989 A. Prost
- 1990 A. Senna
- 1991 A. Senna
- 1992 N. Mansell
- 1993 A. Prost
- 1994 M. Schumacher
- 1995 M. Schumacher
- 1996 D. Hill
- 1997 J. Villeneuve
- 1998 M. Häkkinen
- 1999 M. Häkkinen
- 2000 M. Schumacher
- 2001 M. Schumacher
- 2002 M. Schumacher
- 2003 M. Schumacher
- 2004 M. Schumacher
- 2005 F. Alonso
- 2006 F. Alonso
- 2007 K. Räikkönen
- 2008 L. Hamilton
- 2009 J. Button
- 2010 S. Vettel
- 2011 S. Vettel
- 2012 S. Vettel
- 2013 S. Vettel
- 2014 L. Hamilton
- 2015 L. Hamilton
- 2016 N. Rosberg
- 2017 L. Hamilton
- 2018 L. Hamilton
- 2019 L. Hamilton
- 2020 L. Hamilton
- 2021 M. Verstappen
- 2022 M. Verstappen
- 2023 M. Verstappen
- 2024 M. Verstappen